# My Father My King
My Father My King – utwór zespołu Mogwai, wydany jako EP lub singiel 22 i 23 października 2001 roku. Jest oparty na motywie Awinu Malkenu (hebr., pol. Ojcze nasz, Królu nasz), modlitwy judaistycznej, wykonywanej podczas nabożeństw w okresie Jamim Noraim.

## Historia
Utwór jest oparty na motywie Awinu Malkenu (hebr., pol. „Ojcze nasz, Królu nasz”), modlitwy judaistycznej, wykonywanej podczas nabożeństw w okresie Jamim Noraim.
Pierwsze znane wykonanie utworu pochodzi z maja 1999 roku z Brukseli. Wtedy też utwór został nagrany przez Arthura Bakera jako część planowanej kompilacji, która nie została wydana.
Stuart Braithwaite wspominał historię powstania utworu w wywiadzie udzielonym Bradowi Cohanowi z The Village Voice:

Historia z tym [utworem] związana była z naszym przyjacielem, Arthurem Bakerem, producentem, który jest Żydem.
Nagrywał jakąś płytę (...) i wpadł na pomysł, żebyśmy zagrali tę piosenkę, nauczył nas jej i od tamtej pory gramy ją do dziś.

Nagranie My Father My King w nowej wersji, pod kierunkiem Steve’a Albiniego zostało zrealizowane w sierpniu 2001 roku w Mayfair Studios w Londynie. Mastering zrealizowano w Abbey Road Studios.
Utwór reklamowany był jako dopełnienie albumu Rock Action. Często zamykał występy Mogwai w tamtym okresie.

## Muzyka
Chociaż utwór jest wykonywany jako instrumentalny, tłumaczenie hymnu znalazło się we wkładce do EP-ki, zawierającej jeden wiersz: „Zapisz nas do błogosławieństwa w twojej księdze życia”. Napięcie utworu, opartego na prostym, egzotycznie brzmiącym motywie (…), budowane jest stopniowo. Rozwija się konsekwentnie, obudowywane kolejnymi ekspresyjnymi partiami gitar dążąc do absolutnej kulminacji, po czym zamiera w bezruchu.

## Wydania
My Father My King został wydany 22 października 2001 roku w Australii i Nowej Zelandii przez wytwórnie: PIAS, Rock Action i Spunk Records jako EP CD. Dzień później ukazał się w Stanach Zjednoczonych i w Europie jako winyl 12” i CD. 19 grudnia został wydany w Japonii jako EP CD.

## Lista utworów

### EP australijska
Lista według Discogs:
| 1. | My Father My King aranżacja – Arthur Baker, Mogwai wiolonczela – Caroline Barber skrzypce – Luke Sutherland | 20:12 |
|    | |       |
| 2. | (silence)                                                                                                   | 20:00 |
|    | |       |
| 3. | Helicon 1                                                                                                   | 7:54  |
|    | |       |
| 4. | You Don't Know Jesus                                                                                        | 6:14  |
|    | |       |
|    | | 54:20 |
|    | |       |
- Nagrania bonusowe: „You Don't Know Jesus”, „Helicon 1” zostały nagrane na żywo 14 kwietnia 2001 roku na wyspie But w Szkocji

### Singiel
Lista według Discogs:
| 1. | My Father My King | 20:12 |
|    |                   |       |
|    |                   | 20:12 |
|    |                   |       |

### EP japońska
Lista według Discogs:
| 1. | My Father My King           | 20:12 |
|    |                             |       |
| 2. | You Don't Know Jesus (Live) | 6:13  |
|    |                             |       |
| 3. | Helicon 1 (Live)            | 7:53  |
|    |                             |       |
|    |                             | 34:18 |
|    |                             |       |
Enhanced Video: "dial:revenge" (video)

## Odbiór krytyczny
| Oceny łączne      | Oceny łączne |
| Publikacja        | Ocena        |
| ----------------- | ------------ |
| Album of the Year | 89/100       |
| Recenzje          |              |
| Publikacja        | Ocena        |
| AllMusic          | [ 14 ]       |
| Drowned in Sound  | 10/10        |
| Pitchfork         | 8.6/10       |
| Porcys            | 7.4/10       |
| Prog Archives     | 3.42/5       |
| Sputnikmusic      | 4.0/5        |

„20 minut. Bez wokalu. Czasami słowa nie są w stanie opisać lub oddać sprawiedliwość tak dobrej muzyce” – ocenia Michael Clarke z magazynu Drowned in Sound dając wydawnictwu maksymalną notę – 10/10.
„My Father My King to prawdopodobnie najbardziej punk-rockowa jedna trzecia godziny (i 13 sekund) muzyki jaką kiedykolwiek usłyszycie. Jest to pojedynczy droning, niejasno brzmiący bliskowschodni riff z kilkoma pomniejszymi wariacjami powtarzany w nieskończoność, aż do momentu, gdy całość wyparuje przez zniekształcenia i biały szum” – twierdzi Malmcolm Jack z The Guardian.
„'My Father My King' był reklamowany jako "płyta towarzysząca" albumowi Rock Action z 2001 roku, ale przy ponad 20 minutach długości i tak wielu muzycznych zmianach i nastrojach, z pewnością zasługuje na samodzielne uznanie” – uważa Scott Herren ze Sputnikmusic. 'My Father My King' zawiera tylko jeden utwór o tym samym tytule. Melodia do tego utworu została zaczerpnięta z żydowskiego hymnu Rosz Haszana (który jest umieszczony na wkładce do albumu), ale, w typowym dla Mogwai stylu, nie zawiera wokalu”.
Magazyn Pitchfork analizując wydawnictwo Mogwai stwierdza, iż „'My Father My King' może być formalnym powrotem do epickiego kanonu Mogwai, ale nie można zaprzeczyć, że te 20 minut potwierdzają wiarę w kwintet z Glasgow. Tegoroczna Rock Action, choć całkiem fajna, nie była satysfakcjonująca w świetle zniewalających występów Mogwai na żywo, a nawet ostatnich wypadów, takich jak EP+2. Ale to nie przypadek, że 'My Father My King' jest reklamowany jako towarzysz Rock Action: ta demonstracja potęgi i dynamiki jest dokładnie tym, czego brakowało temu albumowi”.
Zdaniem Briana O'Neilla z AllMusic „Mięso [muzyka] przypomina nieco szlamowate, monotonne sprzężenia zwrotne zespołu Earth czy pozbawiony śpiewu Caspar Brötzmann Massaker, z przyjemnie hałaśliwą produkcją człowieka przyzwyczajonego do takich rzeczy, Steve’a Albiniego, połączoną ze względnym spokojem. Nazwijcie to muzyką nastrojową, niepodobną do niczego, czego szkocka grupa już dokonała, ale wciąż zachowującą eksperymentalny, artystyczny styl, z którym Mogwai jest utożsamiany”.
W ocenie Borysa Dejnarowicza z magazynu Porcys obie płyty [Rock Action i My Father My King] „idealnie się dopełniają. To, czego nie ma na Rock Action, jest na My Father My King i odwrotnie. Tylko od naszej dyspozycji dnia zależy, po które lusterko sięgniemy”. Według niego 'My Father My King' będzie w przyszłości jedną z klasycznych "symfonii" post-rocka, obok 'Djed' Tortoise, 'Moya' Godspeed You! Black Emperor (do którego, według niego jest 'My Father My King' bardzo podobny), czy 'Drum Machines And Glockenspiels' Fridge.